# Liste der Straßen und Plätze in Kiel/U

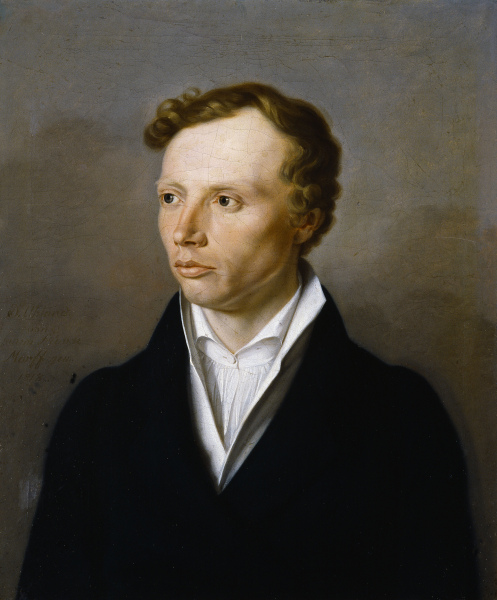
Ludwig Uhland

Ueber'n Bauernhof, Neumühlen-Dietrichsdorf
vor 1985 Teil des Lohntütenweges, 1985 wurde der Name in der Ratsversammlung festgelegt, die Straße führt über eine im Krieg zerstörte Hofstelle eines Bauern.
* Uferstraße, Wellingdorf
1903 wurde der Name durch den Gemeinderat beschlossen, 1934 im Adressbuch noch aufgeführt, 1938 im Stadtplan noch eingezeichnet, 1948 die Straße existiert nicht mehr.
Uferstraße, Wik, Steenbek-Projensdorf
1925 erstmals im Kieler Adressbuch aufgeführt – Straße am Ufer des Nord-Ostsee-Kanals.
Uhlandstraße, Schreventeich
1925 nach Ludwig Uhland benannt.
Uhlenhorster Weg, Pries
1936 nach dem ehemaligen Meierhof Uhlenhorst benannt. 1997 wurde ein zur Gemeinde Altenholz gehörendes Teilstück des Uhlenhorster Weges nach Kiel umgemeindet.
Uhlenkrog, Hassee, Hasseldieksdamm
1789 noch ohne Namen auf der Topographisch Militärischen Charte des Herzogtums Holstein (1789–1796) Nr. 21 von Major Gustav Adolf von Varendorf eingezeichnet, 1875 in der Königlich Preußischen Landesaufnahme als Elandsweg eingezeichnet, 1910 wurde der Name Uhlenkroog festgelegt, 1914 während des Ersten Weltkrieges wurde im Abschnitt zwischen Bärenkrog und Kolonnenweg die Straße nach Westen verlegt, sie bog danach wieder über den Kolonnenweg auf die alte Trasse (heute Hasseldiek) ein, 1972 wurde der Uhlenkrog vom Kolonnenweg gerade über die BAB verlängert zur Hofholzallee, ein Teil des Julienluster Weges wurde in den Uhlenkrog einbezogen.
* Ulmenallee, Schilksee
angelegt als Hintere Reihe, 1940 erstmals im Kieler Adressbuch aufgeführt, 1949 in Ulmenallee umbenannt, 1962 in Kurallee umbenannt.
Ulmenweg, Siedlung Oppendorf
1926 wurde der Name festgelegt.
Untere Feldscheide, Elmschenhagen
1977 nach einer Flurbezeichnung benannt.
* Untere Straße, Exerzierplatz
1877 wurde der Name festgelegt, 1910 wurde die Straße in Adelheidstraße umbenannt.
Untere Straße, Pries
1904 wurde der Name beschlossen – unterste Straße des Bauvereins Pries.
* Unterstraße, Wellingdorf
1894 erstmals im Adressbuch Gaarden-Ost aufgeführt, 1965 wurde die Straße in Faulmannweg umbenannt.
Ursinusweg, Holtenau
1962 nach Carl Oskar Ursinus benannt.